# Ulric Guttinguer
Ulric Guttinguer (Rouen, 31 gennaio 1787 – Parigi, 21 settembre 1866) è stato uno scrittore e poeta francese.
Narrò le proprie esperienze sentimentali in un romanzo iniziato in collaborazione con il Sainte-Beuve, Arthur (1834).
I suoi versi sono contenuti nell'opera Les deux âges du poète (1844).